# Кулик (фільм)
«Кулик» (The Sandpiper) — американський драматичний фільм 1965 року режисера Вінсента Міннеллі за участю Елізабет Тейлор та Річарда Бертона, третій з одинадцяти фільмів за участю впливової пари. Фільм досліджує стосунки між репресованим директором релігійної школи та вільнодумним каліфорнійським художником у роки, що поєднують рухи бітників та хіпі 60-х років.

## Сюжет
Лора Рейнольдс — вільнодумна, незаміжня мати-одиначка, яка живе зі своїм маленьким сином Денні в ізольованому пляжному будиночку в Біґ-Сур, штат Каліфорнія. Вона скромно заробляє на життя як художниця і навчає сина вдома, побоюючись, що у звичайній школі він буде змушений слідувати задушливим традиційним соціальним нормам. Денні мав проблеми із законом через два інциденти: непристойний дотик до дівчинки свого віку та стрілянину в оленя, щоб перевірити, чи це забавка. В очах його матері ці речі є невинними проявами його природної цікавості та сумління, а не правопорушенням.
Суддя наказує їй відправити хлопчика до єпископальної школи-інтернату, директором якої є доктор Едвард Хьюїтт, а його дружина Клер викладає, інакше суддя відправить Денні до виправної школи. Едвард і Клер щасливо одружені, мають двох синів-студентів, які навчаються в підготовчій школі до коледжу окремо від дому, але їхнє життя стало рутинним, а юнацький ідеалізм приборкала необхідність збирати кошти для школи та догоджати заможним благодійникам.
Під час першої співбесіди між Лорою та Едвардом виникає швидкоплинний потяг, але він швидко перетворюється на напругу, спричинену їхніми разючими світоглядами та неприязню Лори до релігії. Зрештою, вона виривається звідти. Вона намагається втекти з району разом з Денні, але поліція швидко ловить їх і забирає хлопчика до школи. Йому важко вписатися в колектив, оскільки домашнє навчання матері випереджає його вікові групи з багатьох предметів; стандартний курс навчання в школі викликає у нього неспокій і нудьгу. За пропозицією Клер, Едвард відвідує матір Денні, щоб дізнатися більше про його виховання.
Нестандартні моральні принципи Лори непокоять Едварда, оскільки вони суперечать його релігійним переконанням. Після кількох відвідувань він вважає її неперевершеною і не може викинути її з голови. У них починається пристрасний роман. Лора каже собі, що Едвард — це просто інтрижка, як і її інші коханці, але, на свій подив, вона закохується в нього, починаючи ревнувати до його дружини Клер. Він бореться з почуттям провини, а вона закликає його прийняти їхнє кохання. Тим часом Денні процвітає після того, як Едвард послаблює шкільні правила та дозволяє хлопчику обирати складніші заняття.
Ворд Хендрікс, ревнивий колишній коханець Лори, який оплатив її два роки навчання мистецтву в обмін на те, що вона стала його коханкою, викриває роман, роблячи зауваження Едварду в межах чутності його дружини. Спочатку Клер засмучена, але пізніше вони тихо обговорюють це, враховуючи те, як їхнє життя розійшлося з ідеалізмом перших років їхнього шлюбу. Едвард заявляє, що все ще кохає Клер і що він припинить роман. Тим не менш, вони погоджуються на тимчасове розлучення, поки кожен вирішує, що хоче робити.
Коли Едвард каже Лорі, що зізнався своїй дружині, вона обурена тим, що сприймає як вторгнення в її особисте життя, і вони сердито розлучаються. Навчальний рік закінчується, і Лора каже Денні, що вони можуть переїхати, але він пустив коріння в школі та хоче залишитися там. Його мати відчуває момент болю, але розуміє потребу Денні бути незалежним і погоджується. Денні просить Лору прийти на церковний захід, щоб послухати його та хор, що співають. Їй незручно перебувати в церкві чи поруч з Едвардом та Клер, але оскільки вона любить Денні та хоче його підтримувати, вона погоджується. Під час служби Едвард йде у відставку зі своєї посади в школі та церкві. У своїй промові про відставку він згадує деякі речі, за якими йому буде не вистачати, і хоча вони звучать шаблонно, це те, що було спільним для них з Лорою. Сльози наповнюють її очі. Після служби Едвард бачить Лору і каже їй, що покине цей район і поїде вздовж узбережжя. Як прощальний подарунок, Едвард домовився, що Денні навчатиметься в школі безкоштовно. Все, що Лора може зробити, це дивитися на Едварда зі сльозами на очах. Виїжджаючи з міста, Едвард зупиняється у Лори, щоб мовчки попрощатися. Вона та Денні знаходяться на пляжі. Едвард на урвищі дивиться на них згори вниз. Лора відвертається від своєї картини, підводить погляд і посміхається, потім повертається і йде геть.

## Акторський склад

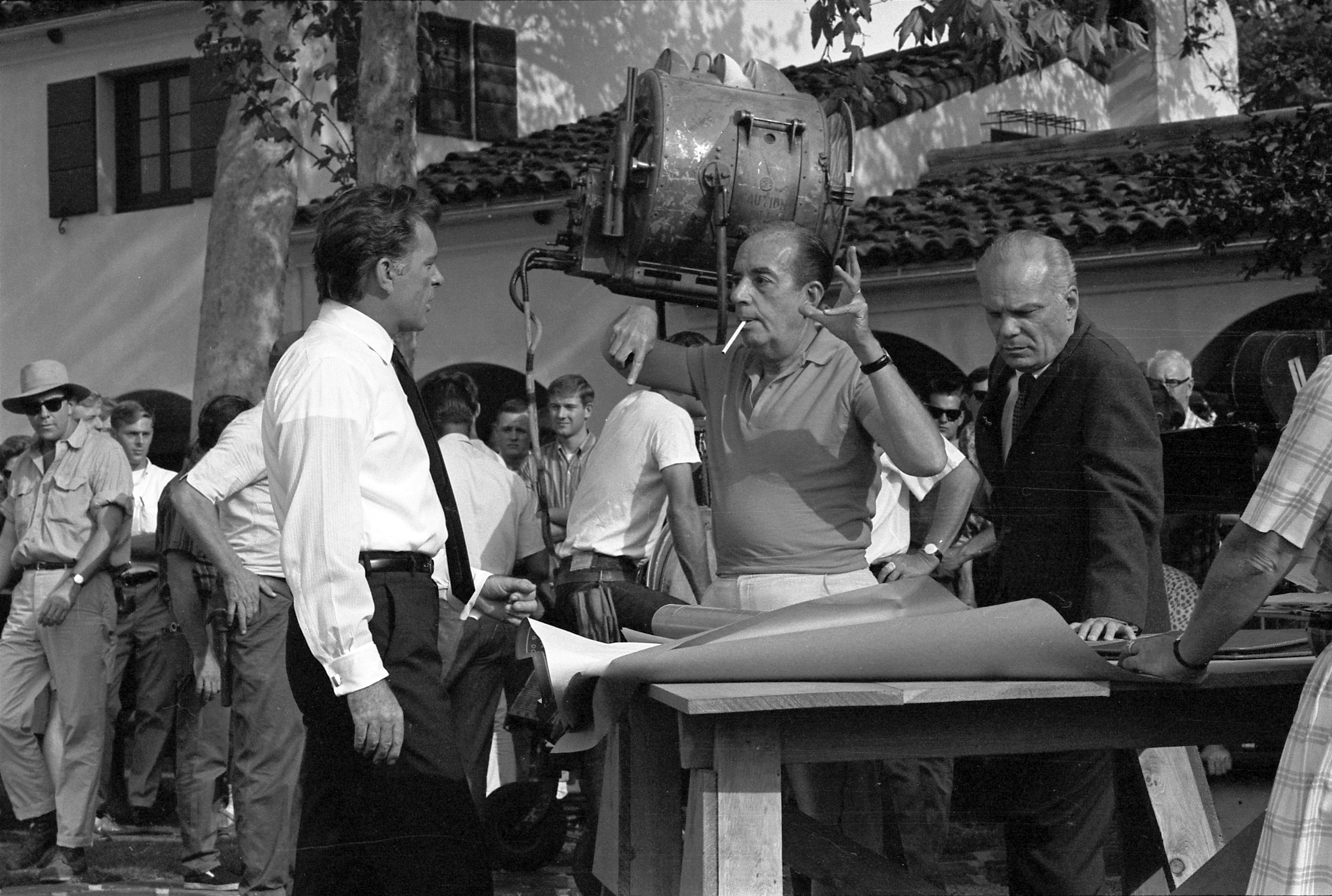
Бертон (ліворуч) розмовляє з Міннеллі (з сигаретою) під час зйомок

- Елізабет Тейлор у ролі Лори Рейнольдс
- Річард Бертон у ролі доктора Едварда Хьюїтта
- Єва Марі Сейнт у ролі Клер Хьюїтт
- Чарльз Бронсон у ролі Коса Еріксона
- Роберт Веббер у ролі Ворда Хендрікса
- Джеймс Едвардс у ролі Ларрі Бранта
- Торін Тетчер у ролі судді Томпсона
- Том Дрейк у ролі Волтера Робінсона
- Дуглас Хендерсон у ролі Пола Саткліффа
- Морган Мейсон у ролі Денні Рейнольдса

## Виробництво
Фільм був спочатку написаний для Кім Новак.

### Назва
Персонаж, Лора Рейнольдс, доглядає кулика зі зламаним крилом, а Едвард Г'юїтт спостерігає за цим. Пташка живе в її будинку, поки не одужає, а потім вільно відлітає, хоча іноді повертається. Цей кулик використовується як центральний символ у фільмі, що ілюструє теми зростання та свободи.

### Місця зйомок
«Кулик» — один з небагатьох великих студійних фільмів, будь-коли знятих у Біґ-Сурі, і історія відбувається саме там. Фільм містить багато натурних знімків визначних пам'яток Біґ-Сура, зокрема пляжу Пфайффер, державного заповідника Пойнт-Лобос, мосту Біксбі-Крік, галереї Coast (де Лаура виставляє свої роботи) та ресторану Nepenthe.

### Музична тема
Музикою до фільму була "Тінь твоєї посмішки " Джонні Мандела на слова Пола Френсіса Вебстера. Її виконав хоровий гурт, ім'я якого не вказано в титрах, і мелодія використовувалася протягом усього фільму за участю труби Джека Шелдона. Вона отримала премію «Оскар» 1965 року за найкращу оригінальну пісню, а запис Тоні Беннетта отримав премію «Греммі» 1966 року за пісню року.

### Оголеність
Тейлор знімалася для фільму топлес, але сцену вирізали перед виходом фільму.

### На носіях для домашнього перегляду
DVD, випущений у 2006 році, містить два короткометражні фільми, зняті кінематографістами разом із фільмом: один про Біґ-Сур та його художнє поселення, оповідач якого веде Бертон, а інший — про бюст Елізабет Тейлор, який був замовлений у художника з Біґ-Сура для використання як реквізит у фільмі.

### Роман за фільмом
Видавництво Pocket Books опублікувало новелізацію сценарію Роберта Хеменвея, який продовжував писати художню літературу і згодом став відомим американським педагогом і біографом. «Кулик» був його єдиною книгою, пов'язаною з медіа.

## Сприйняття
Фільм отримав негативні відгуки від критиків. Журнал LIFE зневажливо поставився до цього та розчарувався: «[щедрої зарплати пари] явно вистачило, щоб обидва Бертони зіграли у фільмі, можливо, одному з найнудніших, найбезглуздіших та найсмішніших усіх часів. Насправді, метою кожного, хто був пов'язаний із цим снодійним за 5,3 мільйона доларів, було лише заробити гроші. Якби хтось із них мав намір зняти хоча б більш-менш чесний фільм, це б з'явилося десь у рядку діалогу, трохи вказівки, моменті чесності протягом нескінченних двох годин фільму… Будь-який видавець міг би переглянути сценарій і створити словник кліше, що став би бестселером. Що ж до гумору — у драмі приречених закоханих? — Ви жартуєте? Тим не менш, глядачі, з якими я був, незліченну кількість разів вигукували веселощі. Наприклад, вони розійшлися, коли Бертон, розпластавшись на піску поруч зі своєю коханкою, оголосив: „Я втратив почуття гріха!“ Що Бертон насправді втратив, так це почуття доречності. Він міг би вибрати будь-яку кількість зручних ролей, які б відповідали його талантам або навіть…» кинув їм виклик. Зрештою, немає нічого поганого в тому, щоб заробляти гроші. Люди, які брали участь у «Кулику-дудочнику», зняли фільм — вони не пограбували банк. Тож у чому злочин? Злочин полягає в тому, що справді великий актор танцював під дудку дрібних волинщиків".
На Rotten Tomatoes фільм має рейтинг 21 % на основі 28 рецензій.
За оцінками журналу Variety, до 1976 року фільм заробив 7 мільйонів доларів у кінотеатрах Північної Америки.

### Нагороди та номінації
| Нагорода                | Категорія                                                    | Номінант(и) | Результат | Посилання. |
| ----------------------- | ------------------------------------------------------------ | --- | --------- | ---------- |
| Премії Академії         | Найкраща оригінальна пісня                                   | style="background: #99FF99; color: black; vertical-align: middle; text-align: center; " class="yes table-yes2"\|Перемога               | [ 10 ]    |            |
| Премія «Золотий глобус» | Найкращий оригінальний саундтрек                             | style="background: #FDD; color: black; vertical-align: middle; text-align: center; " class="no table-no2"\|Номінація                   | [ 11 ]    |            |
| Премія «Золотий глобус» | Найкраща оригінальна пісня                                   | style="background: #FDD; color: black; vertical-align: middle; text-align: center; " class="no table-no2"\|Номінація                   | [ 11 ]    |            |
| Премії Греммі           | Найкраща оригінальна музика, написана для фільму або телешоу | style="background: #99FF99; color: black; vertical-align: middle; text-align: center; " class="yes table-yes2"\|Перемога               | [ 12 ]    |            |
| Нагороди Лорел          | Найкраща жіноча драматична акторка                           | Елізабет Тейлор\| style="background: #FDD; color: black; vertical-align: middle; text-align: center; " class="no table-no2"\|Номінація | [ 13 ]    |            |
| Нагороди Лорел          | Найкраща пісня                                               | style="background: #99FF99; color: black; vertical-align: middle; text-align: center; " class="yes table-yes2"\|Перемога               | [ 13 ]    |            |

Фільм відзначений Американським інститутом кіномистецтва у таких списках:
- 2004: AFI's 100 Years…100 Songs:
  - «The Shadow of Your Smile» — #77[14]
- 2005: AFI's 100 Years of Film Scores — Nominated[15]